# Heinrich von Fischbach (Forstwissenschaftler)

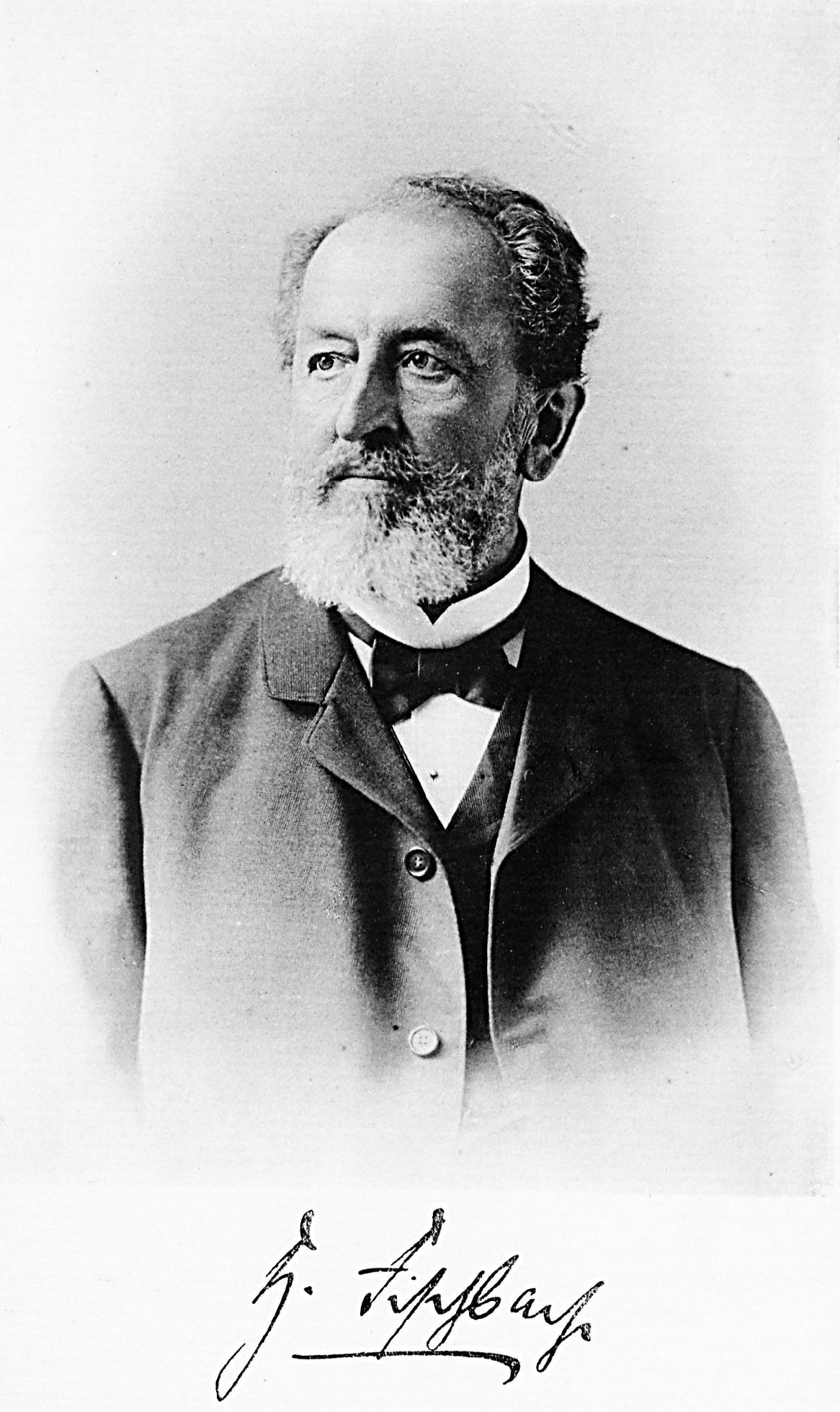
Heinrich von Fischbach

Heinrich Fischbach, seit 1889 von Fischbach, (* 21. Mai 1827 in Hohenheim; † 5. August 1900 in Stuttgart) war ein deutscher Forstwissenschaftler. 

## Leben
Fischbachs Vater war Hofgärtner in Hohenheim. Er selbst besuchte die Schule in Stetten i. R. und das Gymnasium in Stuttgart. Nach dem Studium der Forstwissenschaften wurde er 1850 Assistent bei den Forstämtern Weingarten und Neuenbürg. 1852 wurde er Professor der Forstwirtschaft an der Hochschule in Hohenheim, später stand er den Forstämtern in Rottweil und Schorndorf vor. Er war 25 Jahre Lang Mitglied der Königlich württembergischen Forstdirektion und wurde 1889 durch die Verleihung des Ehrenkreuzes des Ordens der Württembergischen Krone in den persönlichen Adelsstand erhoben.
Fischbach publizierte verschiedene forstwissenschaftliche Abhandlungen. Er war maßgeblich an der Vorbereitung und Durchführung des württembergischen Forstpolizeigesetzes von 1879 beteiligt. 1892 wurde er zum Oberforstrat befördert und ihm 1900 der Titel Direktor verliehen.
Fischbach war daneben seit 1884 viele Jahre lang Vorstand des Stuttgarter Verschönerungsvereins.

## Veröffentlichungen (Auswahl)
- Ueber die Lockerung des Waldbodens: ein Programm, ausgegeben bei Gelegenheit der Jahresprüfung an der Königlichen land- und forstwirthschaftlichen Akademie zu Hohenheim im August 1858. Blum und Vogel, Stuttgart 1858.
- Katechismus der Forstbotanik [2., gänzl. umgearb. Aufl. des Katechismus von J. V. Massaloup]. Weber, Leipzig 1862 (Webers illustrierte Katechismen; 6) (Digitalisat der 5. Auflage von 1894).
- Der Wald und dessen Bewirtschaftung: ein Leitfaden für Privatwaldbesitzer, Gemeindebeamte, insbesondere Waldmeister, für Forstbeamte u.s.f. Ulmer, Stuttgart 1884 (Des Landmanns Winterabende; 30).
- Bearb.: Bericht über die Entwickelung und Thätigkeit des Verschönerungsvereins der Stadt Stuttgart in den ersten 25 Jahren seines Bestehens: 1861–1886. Kohlhammer, Stuttgart 1886.